# Libië op de Olympische Zomerspelen 1988
Libië nam deel aan de Olympische Zomerspelen 1988 in Seoel, Zuid-Korea. Net zoals bij hun vorige drie deelnames werden er geen medailles gewonnen.

## Deelnemers en resultaten

### Atletiek
| Olympiër           | Discipline             | Resultaat | Prestatie                      |
| ------------------ | ---------------------- | --------- | ------------------------------ |
| Abdullah Ali Ahmed | 200m (m)               | 57e       | serie 8: 7de in 22,11          |
| Abdullah Ali Ahmed | 400m (m)               | 60e       | serie 5: 5de in 48,89          |
| Fathi Aboud        | hink-stap-springen (m) | 36e       | kwalificatie: 36ste met 15,12m |

### Gewichtheffen
| Olympiër         | Discipline | Resultaat | Prestatie      |
| ---------------- | ---------- | --------- | -------------- |
| Ahmed El-Magrisi | -90kg (m)  | 20e       | 307,5kg        |
| Abdullah Mussa   | -90kg (m)  | DNF       | niet gefinisht |

### Wielersport
| Olympiër            | Discipline       | Resultaat | Prestatie      |
| ------------------- | ---------------- | --------- | -------------- |
| Abdullah Badri      | wegwedstrijd (m) | DNF       | niet gefinisht |
| Abdel Hamed El-Hadi | wegwedstrijd (m) | DNF       | niet gefinisht |

Afghanistan · Algerije · Amerikaanse Maagdeneilanden · Amerikaans-Samoa · Andorra · Angola · Antigua en Barbuda · Argentinië · Aruba · Australië · Bahama’s · Bahrein · Bangladesh · Barbados · België · Belize · Benin · Bermuda · Bhutan · Birma · Bolivia · Bondsrepubliek Duitsland · Botswana · Brazilië · Britse Maagdeneilanden · Brunei · Bulgarije · Burkina Faso · Canada · Centraal-Afrikaanse Republiek · Chili · China · Chinees Taipei · Colombia · Congo-Brazzaville · Cookeilanden · Costa Rica · Cyprus · Denemarken · Djibouti · Dominicaanse Republiek · Duitse Democratische Republiek · Ecuador · Egypte · El Salvador · Equatoriaal-Guinea · Fiji · Filipijnen · Finland · Frankrijk · Gabon · Gambia · Ghana · Grenada · Griekenland · Groot-Brittannië · Guam · Guatemala · Guinee · Guyana · Haïti · Honduras · Hongarije · Hongkong · Ierland · IJsland · India · Indonesië · Irak · Iran · Israël · Italië · Ivoorkust · Jamaica · Japan · Joegoslavië · Jordanië · Kaaimaneilanden · Kameroen · Kenia · Koeweit · Laos · Lesotho · Libanon · Liberia · Libië · Liechtenstein · Luxemburg · Malawi · Malediven · Maleisië · Mali · Malta · Marokko · Mauritanië · Mauritius · Mexico · Monaco · Mongolië · Mozambique · Nederland · Nederlandse Antillen · Nepal · Nieuw-Zeeland · Niger · Nigeria · Noord-Jemen · Noorwegen · Oeganda · Oman · Oostenrijk · Pakistan · Panama · Papoea-Nieuw-Guinea · Paraguay · Peru · Polen · Portugal · Puerto Rico · Qatar · Roemenië · Rwanda · Saint Vincent en de Grenadines · Salomonseilanden · Samoa · San Marino · Saoedi-Arabië · Senegal · Sierra Leone · Singapore · Soedan · Somalië · Sovjet-Unie · Spanje · Sri Lanka · Suriname · Swaziland · Syrië · Tanzania · Thailand · Togo · Tonga · Trinidad en Tobago · Tsjaad · Tsjecho-Slowakije · Tunesië · Turkije · Uruguay · Vanuatu · Venezuela · Verenigde Arabische Emiraten · Verenigde Staten · Vietnam · Zaïre · Zambia · Zimbabwe · Zuid-Jemen · Zuid-Korea · Zweden · Zwitserland